# Università degli Studi di Bari Aldo Moro
L'Università degli Studi di Bari Aldo Moro è una università statale italiana fondata nel 1925. L'Ateneo ha sede presso il palazzo storico di piazza Umberto I nel cuore del moderno centro cittadino.

## Storia
L'istituzione dell'Università degli Studi di Bari è avvenuta con decreto 9 ottobre 1924, come "Università Adriatica Benito Mussolini". Le tappe più importanti della sua storia sono:
- gennaio 1925: è istituita la Facoltà di Medicina e Chirurgia, incorporante la preesistente Scuola per Ostetriche e la Scuola di Farmacia è trasformata in Facoltà.
- 1925-1944: si aggiungono le Facoltà di Giurisprudenza, Economia e Commercio (nata dalla regia Scuola Superiore di Commercio fondata nel 1882 per iniziativa dell'allora Presidente della Camera di commercio Tommaso Columbo[6]) ed Agraria.
- 1944: dal 1944 a seguire l'Università viene potenziata con l'istituzione delle Facoltà di Lettere e Filosofia, Scienze Matematiche Fisiche e Naturali, Ingegneria, Magistero, Medicina Veterinaria e Lingue e Letterature Straniere.
- 1987: l'Ateneo di Bari diviene fondatore e socio di maggioranza del Parco Scientifico e Tecnologico Tecnopolis-CSATA Novus Ortus, istituito nel 1987 dalla trasformazione del Centro Studi ed Applicazioni in Tecnologie Avanzate (CSATA) e sorge alle porte di Valenzano.
- 1986-1990: sono gli anni interessati dal piano quadriennale, approvato con DPCM 12 maggio 1989, viene prevista la realizzazione di poli universitari nell'ambito della regione. Con lo stesso piano quadriennale, viene altresì istituita la Facoltà di Architettura che confluisce nell'istituendo Politecnico di Bari unitamente alla Facoltà di Ingegneria scorporata dall'Università di Bari.
- 1990: a seguito della Legge di riforma degli ordinamenti didattici universitari (n.341/90) e dell'approvazione del Piano di sviluppo delle Università per il triennio 1991/1993, di cui al DPR 28 ottobre 1991, con DM 31 gennaio 1992 viene concessa l'autorizzazione ad istituire nuovi Diplomi Universitari. Con il Piano triennale 1991/93 viene, inoltre, prevista la trasformazione in Facoltà del Corso di Laurea in Scienze Politiche.
- 1994: l'Università degli Studi di Bari aderisce al consorzio Almalaurea.
- 1995: viene fondato a Monte Sant'Angelo il Centro di studi micaelici e garganici quale sezione distaccata del Dipartimento di Studi Classici e Cristiani.
- 2008: l'Università viene intitolata ad Aldo Moro.[7]
- 2015: l'Università realizza una serie di iniziative per celebrare i 90 anni dalla sua istituzione.
- 2024: l'Università realizza una serie di iniziative per celebrare i 100 anni dalla sua istituzione.

## Struttura
Dipartimenti
A seguito dell'entrata in vigore del nuovo Statuto, l'Università si articola nei seguenti 19 dipartimenti:
- Biomedicina Traslazionale e Neuroscienze (DiBraiN)
- Bioscienze, Biotecnologie e Ambiente (DBBA)
- Chimica
- Economia e finanza
- Economia, management e diritto dell'impresa
- Farmacia, scienze del farmaco
- Fisica (Interateneo con il Politecnico di Bari)
- Giurisprudenza
- Informatica
- Interdisciplinare di medicina
- Jonico in Sistemi Giuridici ed Economici del Mediterraneo: società, ambiente, culture
- Matematica
- Medicina di Precisione e Rigenerativa e Area Jonica (DiMePRe-J)
- Medicina veterinaria
- Ricerca e Innovazione Umanistica
- Scienze del suolo, della pianta e degli alimenti (Di.S.S.P.A.)
- Scienze della formazione, psicologia, comunicazione (For.Psi.Com)
- Scienze della terra e geoambientali
- Scienze politiche

Scuole
- Scuola di medicina
- Scuola di scienze e tecnologie

## Centro Universitario Sportivo
Il Centro Universitario Sportivo di Bari occupa un'area di 9 ettari e dispone d'impianti per la pratica di atletica leggera, pattinaggio, basket, nuoto, canoa, polo, triathlon ed altri.

## Tecnopolis

Logo Tecnopolis

Tecnopolis è un parco scientifico tecnologico italiano situato a Valenzano, a circa 12 km da Bari; è una società controllata dall'Università degli Studi di Bari.
Tecnopolis ha finalità pubblicistiche, a carattere non commerciale né industriale e svolge attività di sostegno specialistico alla cosiddetta terza missione delle università e in particolare dell'Università degli Studi di Bari. Svolge attività di progettazione e realizzazione di progetto e/o programmi di supporto alla creazione d'impresa endogena e di spin off universitari.

## Collezione d'arte
L'Ateneo custodisce fin dagli anni '70 un'ampia collezione di opere di arte contemporanea, donate dagli stessi artisti. Di particolare interesse i disegni e le litografie di Giò Pomodoro, gli Oli di Vito Stìfano, Fara di Cagno, Franco Gentilini, Salvatore Fiume, Guido Gremigni e numerosi altri.

## Rettori
- Nicola Pende (1925)
- Filippo Neri (1925-1927)
- Nicola Leotta (1927-1929)
- Giuseppe Mariani (1930-1935)
- Biagio Petrocelli (1937-1939)
- Umberto Toschi (1940-1942)
- Angelo Fraccacreta (1943)
- Aldo Amaduzzi (1944-1946)
- Raffaele Resta (1947-1951)
- Vincenzo Ricchioni (1951-1958)
- Pasquale Del Prete (1959-1970)
- Ernesto Quagliariello (1971-1977)
- Luigi Ambrosi (1978-1986)
- Attilio Alto (1986-1991)
- Aldo Cossu (1991-2000)
- Giovanni Girone (2000-2006)
- Corrado Petrocelli (2006-2013)
- Antonio Felice Uricchio (2013-2019)
- Luigia Sabbatini[9] (giugno-settembre 2019) – decano facente funzione
- Stefano Bronzini (2019-2025
- Roberto Bellotti (da ottobre 2025)

## Controversie
- Vicinanza al fascismo. Come in altri ambienti accademici, durante il ventennio fascista, l'università fu vicina alle ideologie di regime,[10] tanto da ottenere l'appellativo di prediletta del Duce.[10] L'ateneo fu fondato nel 1925, poco dopo l'ascesa al governo di Benito Mussolini, con l'appoggio dello stesso Mussolini alla proposta del Ministro Gentile di istituire un'università con una singola facoltà, in medicina. Mussolini chiese poi più volte l'aumento dei finanziamenti pubblici per l'università e ne promosse l'ampliamento, con particolare interesse per la succitata facoltà di medicina e i suoi studi eugenetici, ma anche con interessi politici e ideologici nelle altre nascenti facoltà.[10] Nel 1926, inoltre, un fascio littorio fu scolpito sulla facciata principale dell'università. Infine, nella seduta del 24 aprile dello stesso anno, il consiglio di amministrazione dell'università decise di intitolare l'ateneo al Duce, e prese il nome di "Università Adriatica Benito Mussolini" .[10] Entrambi i simboli fascisti - il fascio littorio sulla facciata e l'intitolazione a Mussolini - rimasero per quasi un ventennio, sino alla seconda metà del 1943.[10]
- Nepotismo. L'ateneo è stato coinvolto in fatti che hanno avuto un ampio riscontro mediatico[11][12][13][14]. Nelle inchieste sul nepotismo, la facoltà più coinvolta è stata quella di economia, che nel 2010 deteneva il record italiano delle parentele fra i docenti: 42 docenti su 176 avevano tra loro legami di parentela[15]. Altri casi di presunto nepotismo si sono avuti nella Facoltà di Farmacia, condannata nel 2012 a risarcire Rosanna Mallamaci con 200.000 euro per mancati guadagni, in quanto riconosciuta vittima di irregolarità nello svolgimento di un concorso per ricercatore che invece hanno favorito la vittoria di Valentina Stipani, figlia di un docente della facoltà[16]. Nel 2021 la facoltà è stata condannata a risarcire la Mallamaci.[17]

- Esamopoli. Ad aprile 2008, presso la facoltà di economia sono stati eseguiti degli arresti nel corso delle indagini sull'inchiesta "Esamopoli", inerente ad un presunto giro di compravendita di esami e tesi di laurea a partire dal 2005.[18][19] Stante alle accuse della procura di Bari, il giro d'affari in complessivo si attestava attorno ai cinquantamila euro, e ogni esame aveva un prezzo compreso fra i 700 e i tremila euro. Nell'ambito del processo l'Università di Bari si è costituita parte civile.[20] Visto che i fatti erano risalenti al 2005/2006, nel 2016 il Tribunale di Bari accoglie la richiesta della Procura di dichiarare la prescrizione e dichiara il non luogo a procedere per 23 imputati.[21] Col rettorato Petrocelli nell'anno 2007 è stato approvato un codice etico[22] da parte del Senato accademico, che non ha tuttavia valore vincolante.
- Inchiesta sui concorsi personale docente. Nell'ottobre 2013 l'ateneo viene coinvolto nell'inchiesta della Procura di Bari denominata Do ut des, inchiesta che riguarda presunte irregolarità nei concorsi pubblici per docenti di prima e seconda fascia di diritto ecclesiastico, costituzionale e pubblico comparato e vede coinvolte anche altre cinque università.[23][24]

- Scandalo dei dottorati di ricerca. Nell'ottobre 2014 gli organi di stampa riportano di un'inchiesta della Guardia di Finanza relativa a presunte irregolarità di concorsi tenutisi nel 2009. Il fatto suscita scalpore perché coinvolgerebbe anche il coordinatore regionale Partito Democratico ed ex-senatore Giovanni Procacci e l'ex-ministro di Forza Italia Anna Maria Bernini.[25][26]

- Truffa nei test di ammissione. Il 20 gennaio 2015 il Tribunale di Bari emette sentenza di condanna di primo grado nei confronti di personale dell'ateneo e di alcuni suoi studenti a seguito dell'indagine scaturita nel 2007 e riguardante la presunta truffa nei test di ammissione ad alcuni corsi di laurea della facoltà di Medicina.[27]
- Scandalo presso il dipartimento di Giurisprudenza. Il 9 luglio 2015 la Guardia di Finanza dispone una misura cautelare personale riguardante la sospensione dall'esercizio della professione di docente universitario nei confronti di una docente di diritto costituzionale comparato. La decisione è presa dal gip del Tribunale di Bari. La docente sarebbe indagata per peculato, falso, abuso d'ufficio e truffa, in concorso con sette altri indagati.[28] La misura si inserisce nell'ambito dell'indagine chiamata "Do ut des" sulla presunta "illecita gestione dei fondi ricerca destinati a progetti di rilevante interesse nazionale". L'interdizione viene poi annullata dalla Corte di Cassazione il 2 dicembre 2015.[28]. Nel 2019 il Tribunale di Bari ha successivamente assolto la docente con formula piena «perché il fatto non sussiste»[29].